# 布萨纳
布萨纳（義大利語：Busana），是意大利雷焦艾米利亚省的一个市镇。总面积30.38平方公里，人口1321人，人口密度43.5人/平方公里（2009年）。ISTAT代码为035007。